# 봉황목
봉황목(鳳凰木, 학명: Delonix regia)는 콩과 실거리나무 아과의 낙엽 교목이다. 전세계 지역에서 관상수로 길러지며 영어에서는 로얄 포인시아나(royal poinciana), 불꽃나무(flame tree) 등으로 불린다.
이종은 예전에는 17세기 세인트키츠섬 총독 필리페 드 롱비에르 드 프와시의 이름을 따서 포인시아나(Poinciana) 속에 배치를 했었다. 구근류가 형성되지 않는 협과이다.

## 특징
원산지는 마다가스카르섬이다.

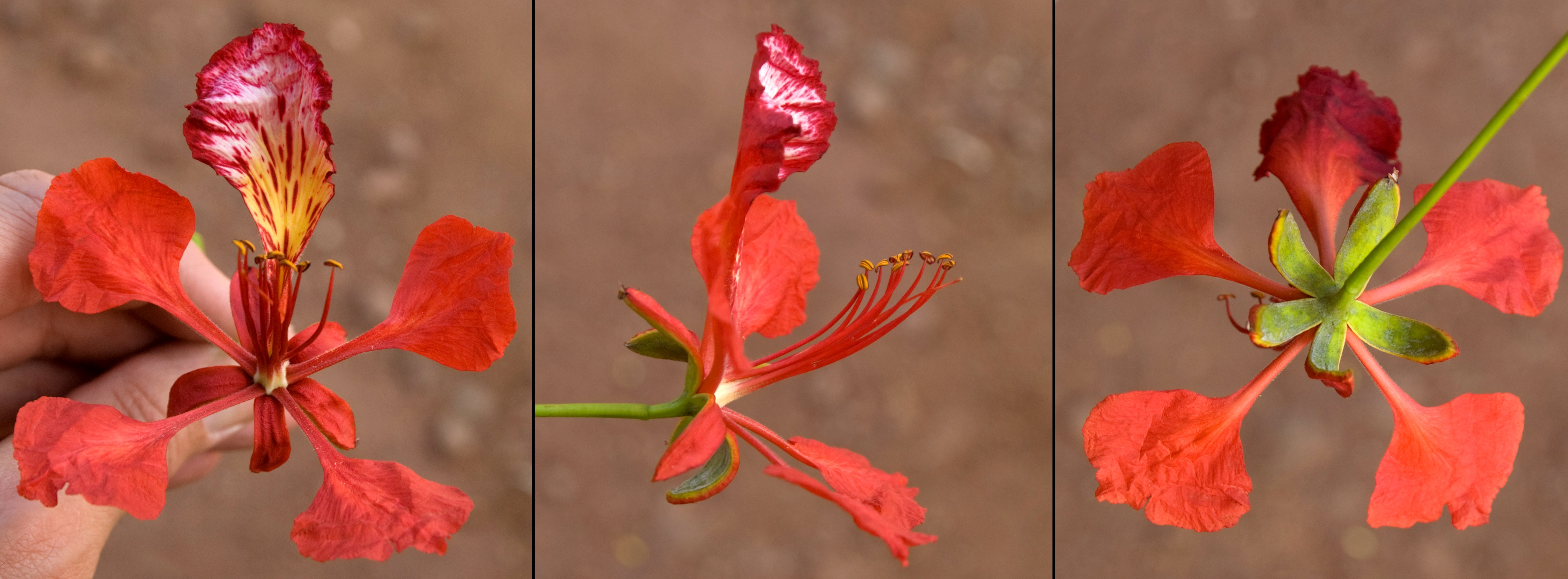
꽃의 정면, 옆면, 뒷면

나무의 높이는 10~15m이며, 나무 모양은 수관이 우산 모양으로 퍼져 있고, 잎은 미세한 깃털 모양의 복엽이다. 직경 10cm 정도의 5개의 주홍색 꽃잎이 붉은 나비 모양의 꽃이 엇갈린 가지에 핀다.

꽃, 잎, 꼬투리 (인도 콜카타)

주로 열대 지방에서 가로수로 심는 나무이다. 일본에서는 오키나와 등에서 가로수와 공원 나무로 도입되어 있다. 대만에서도 1896년에 씨앗이 담긴, 타이난시와 샤먼시는 시목으로 지정되어 있다.
봉황은 가로수와 공원 나무에 채용되고 있지만, 봉황목 나방의 유충에 의한 잎의 식충이 문제가 되고 있다.

봉황목의 잎